# Alfredo Gaspar (político)
Alfredo Gaspar de Mendonça Neto (Maceió, 13 de Agosto de 1970), é um ex-promotor de justiça, ex-secretário de Segurança Pública de Alagoas, advogado e político brasileiro, filiado ao partido União Brasil (UNIÃO), eleito para o cargo de Deputado Federal por Alagoas.

## Biografia

### Histórico Pessoal
Alfredo Gaspar de Mendonça Neto é o filho mais novo de Carlos Alberto Pinheiro de Mendonça e Felina Teixeira Gama de Mendonça.
Seu avô exerceu o cargo de promotor de justiça, e de presidente do Tribunal de Justiça de Alagoas, além de ter sido professor universitário. 
Casou-se aos 20 anos com Adriana Andrade, filha do ex-Governador do estado de Alagoas, Moacir Lopes de Andrade . Teve sua primeira filha, Ana Luisa aos 21 anos, e, pouco tempo depois, descobriu que a filha estava com câncer. Após meses de tratamento, acabou falecendo, com um ano e oito meses. posteriormente, tiveram dois filhos Catarina e Carlos. 
Em maio de 2020, seu pai e sua mãe foram acometidos pelo coronavírus, também sendo hospitalizado pelo mesmo, acabou perdendo o pai para a doença. 

### Carreira de Promotoria
Alfredo Gaspar de Mendonça Neto foi nomeado em 08 de abril de 1996, para a Promotoria de Justiça da cidade de Maravilha-AL. Naquele mesmo ano passou pela Promotoria de Justiça do município de Palmeira dos Índios-AL.
Em 1997 foi designado para responder pela Promotoria de Justiça de Maceió, assumindo outras promotorias na cidade..
Em 2015, foi convidado pelo então Governador do estado de Alagoas, Renan Filho para exercer o cargo de Secretário de Estado da Defesa Social, sendo afastado temporariamente do Ministério Público para o Poder Executivo, tomando posse, através do Decreto nº. 37.618, de 1º de janeiro de 2015.
Em março de 2016, uma decisão do Supremo Tribunal Federal  de proibir membros do Ministério Público de ocupar cargo político no âmbito do Executivo, como o de ministro de Estado e secretário, afastou Alfredo Gaspar da Secretaria de Defesa Social do Estado de Alagoas, forçando-o a retornar ao Ministério Público do Estado de Alagoas.
Ao retornar ao Ministério Público, candidatou-se ao cargo de Procurador-geral de Justiça de Alagoas. Consolidando-se como candidato único na eleição para comandar a Procuradoria Geral de Justiça de seu estado, vencendo o pleito, assim, em 1º de janeiro de 2017, foi nomeado para ocupar o cargo de Procurador-Geral de Justiça  do Ministério Público de Alagoas, com mandato de 2 anos, para o biênio 2017-2018.
Em 2019, foi reconduzido  para mais um biênio como Procurador-Geral de Justiça do Ministério Público de Alagoas, com mandato de 2 (dois) anos, a iniciar-se em 1º de janeiro de 2019, permanecendo até o dia de 2 de março de 2020, quando pediu exoneração  do Quadro de Membros do Ministério Público do Estado de Alagoas, do cargo de promotor de justiça, de 3ª entrância, ato este publicado no Diário Oficial do estado de Alagoas de 3 de março de 2020 e republicado em de 4 de março de 2020.
Foi eleito presidente do Grupo Nacional de Combate ao Crime Organizado-GNCOC .

### Trajetória Política
Ao pedir exoneração do cargo de promotor de justiça do  Ministério Público, Alfredo Gaspar foi candidato à Prefeitura de Maceió em 2020, sendo o mais votado no 1º turno , onde obteve 110.234 votos (28,87%), e JHC teve 109.053 votos (28,56%), mas não obteve êxito no segundo turno, sendo eleito JHC (PSB).
Em janeiro de 2021, foi nomeado pelo então Governador: Renan Filho (MDB) como secretário de Segurança Pública do estado de Alagoas, pedindo  exoneração em março de 2022 para concorrer ao pleito eleitoral. 
Em 2022, por não aceitar a aliança entre o então Governado do Estado, Renan Filho e o presidente da Assembleia Legislativa do Estado de Alagoas, deputado estadual Marcelo Victor, que resultou na indicação do então deputado estadual Paulo Dantas para o cargo de "governador tampão" e, consequentemente, à reeleição direta neste ano. Assim , Alfredo Gaspar migrou do MDB para o  União Brasil, rompendo politicamente com o grupo da Família Calheiros para ser candidato à deputado federal pelo União Brasil (UNIÃO).. 
Nas Eleições Estaduais de 2022, foi eleito Deputado Federal por Alagoas, sendo o segundo deputado mais votado de Alagoas com 102.039 votos e o primeiro deputado mais votado da capital alagoana, Maceió.

## Ligações Externas
Alfredo Gaspar no Instagram  